# Ян Цзішен
Ян Цзішен (*楊繼繩, 1940 ) — сучасний китайський письменник й журналіст.

## Життєпис
Народився у листопаді 1940 року у повіті Сішуй (провінція Хубей). Походив з селянської родини. У 1960–1966 роках навчався в університеті Цінхуа у Пекіні. У 1964 році поступив до Комуністичної партії Китаю. У 1968 році почав працювати у державному інформаційному агентстві «Сіньхуа». Спочатку був репортрером. У 1970–1980 роках надрукував низку статей на соціальні теми, зокрема стосовно військово-цивільних відносин, продуктивності праці. Пройшов шлях від рядового співробітника агенції до очільника реси та публікацій Центру журналістських розслідувань, головного редактора журналу «Китай Маркет». У 1984 році увійшов до переліку видатних журналістів країни.
Втім події 1989 року на площі Тяньаньмень значно вплинули на світопсприйняття Яна та на його ставлення до керівництва Комуністичної партії. Він все більше починає цікавитися подіями недавнього минулого, в першу чергу правлінням Мао Цзедуна. Разом з тим у 1992 році його було внесено до переліку осіб, які мають право на особливі привілеї. У 2001 році він звільнився з агенції «Сіньхуа». У 2003 році призначається заступником редактора «Яньхуан Чуньцю».
З 2004 року публікує низку розвідок щодо діяльності Комуністичної партії у 1950—1960-ті роки, а також стосовно сучасних подій. У 2007 році за відкрийтого листа проти порушення Конституції Ян Цзішена позбавили права друкуватися. Тим не менш у 2008 році він стає членом Китайського медіа-проекту, що є відділенням Гонконзького університету. В цей час він друкувався переважно за кордоном. У 2011 році знято заборону щодо публікацій Яна. Натепер живе й працює у Пекіні.

## Творчість
Найзначущою працею є «Надгробок. Великий китайський голод 1958–1962», присвячений штучному голоду (близько 36 млн осіб загиблих), що було спричинено політикою Мао Цзедуна. Над нею працював 13 років, побувавши скрізь у Китаї. У КНР видання цієї праці заборонено. Її вперше видано у Гонконзі у 2008 році, згодом у США, Франції та Німеччині.
Серед інших праць найзначущими є: «Епоха Ден Сяопіна: два десятиліття реформ і відкритості Китаю» (сценарій документального фільму, 1999 рік), «Китайське суспільство» (2000 рік), Політична боротьба у Китаї в епоху реформ (2011 рік). Ян Цзішен продовжує працювати над вивченням економічного та соціального стану теперішнього Китаю, загроз ринкової економіки, неефективного управління з боку керівництва КНР та Комуністичної партії.